# Barre Railroad
Die Barre Railroad ist eine ehemalige Eisenbahngesellschaft in Vermont (Vereinigte Staaten). Sie wurde am 9. April 1888 gegründet und baute bis 1889 verschiedene Güteranschlüsse, die in Barre an die Strecke der ebenfalls 1889 eröffneten Barre Branch Railroad anschlossen. Insgesamt stand eine Gleislänge von über 40 Kilometern zur Verfügung. Erschlossen wurden Steinbrüche in Graniteville sowie Industrieanlagen im Stadtgebiet von Barre.
Von der Eröffnung an pachtete die Montpelier and Wells River Railroad (M&WR) die Bahn. Am 18. September 1913 fand eine Umstrukturierung der Bahngesellschaften im Raum Barre statt. Der Pachtvertrag mit der M&WR wurde aufgelöst und die Barre Railroad fusionierte mit der East Barre and Chelsea Railroad zur neuen Barre and Chelsea Railroad. Die Strecke Barre–Graniteville besteht noch heute und wird durch die Washington County Railroad bedient.
Im Geschäftsjahr 1909/10 standen der Bahn drei Lokomotiven sowie 342 Güterwaggons zur Verfügung. Obwohl in offiziellen Fahrplänen kein Personenverkehr verzeichnet wird, bestand bis 1922 regelmäßiger Verkehr mit gemischten Zügen.